# Celonites
Genre
Synonymes
- Chelonites Leach, 1815
- Coelonites Blanchard, 1840
- Paracelonites Kostylev, 1935
- Eucelonites Kostylev, 1935
- Eucelonites Richards, 1962

Celonites est un genre d'Insectes de l'ordre des Hyménoptères, de la famille des Vespidae et de la sous-famille Masarinae. Ce sont des guêpes solitaires maçonnes ou fouisseuses.

## Espèces européennes

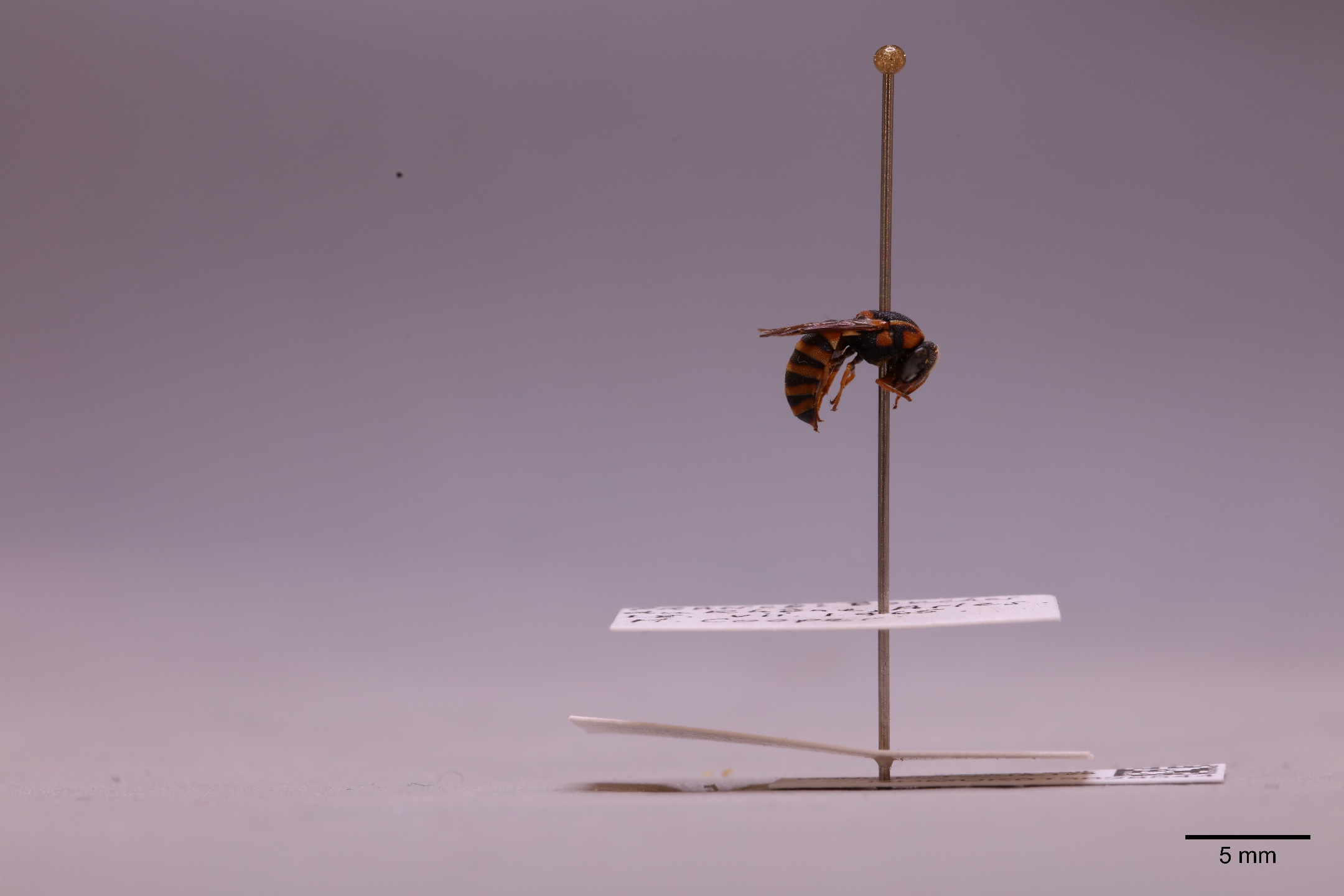
Celonites mayeti

Celonites abbreviatus

Sauf exception, la liste ci-dessous provient de Fauna Europaea.
- Genre Celonites Latreille, 1802
  - Sous-genre Celonites (Celotines) (Latreille, 1802)
    - Celonites abbreviatus (Villers, 1789)
    - Celonites fischeri (Spinola, 1838)
    - Celonites mayeti (Richards, 1962)
    - Celonites tauricus (Kostylev, 1935)[2]

  - Sous-genre Celotines (Eucelonites) (Richards, 1962)
    - Celonites cyprius (Saussure, 1854)
    - Celonites hellenicus (Gusenleitner, 1997)
    - Celonites rugiceps (Bischoff, 1928)

## Liste complète des espèces
Sauf exception, cette liste provient du Catalogue Carpenter (2001)
- Celonites abbreviatus (Villers, 1789) - Allemagne, Autriche, Hongrie, Suisse, France, Espagne, Portugal, Italie, Croatie, Albanie, Bulgarie, Grèce, Chypre, Turquie, Israël, Maroc
- Celonites afer (Lepeletier, 1841) - Maroc, Algérie, Tunisie, Libye
- Celonites Andreï (Brauns, 1905) - Afrique du Sud
- Celonites bergenwahliae (Gess, 1989) - Afrique du Sud
- Celonites capensis (Brauns, 1905) - Afrique du Sud
- Celonites clarus (Gusenleitner, 1973) - Iran
- Celonites clypeatus (Brauns, 1913) - Namibie, Afrique du Sud
- Celonites crenulatus (Morawitz, 1888) - Iran, Turkmenistan
- Celonites cyprius (de Saussure, 1854)
- Celonites cyprius cyprius (de Saussure, 1854) - Chypre
- Celonites cyprius smyrnensis (Richards, 1962) - Grèce, Turquie, Arménie, Iran, Liban, Syrie, Israël
- Celonites davidi (Gess, 1989) - Afrique du Sud
- Celonites discretus (Gusenleitner, 1973) - Iran
- Celonites fischeri (Spinola, 1838) - Algérie, Tunisie, Libye, Egypte, Chypre, Israël, Arabie Saoudite
- Celonites foveolatus (Kostylev, 1935)
- Celonites foveolatus foveolatus (Kostylev, 1935) - Turkmenistan
- Celonites foveolatus nigrior (Richards, 1962) - Turquie, Israël
- Celonites gariepensis (Gess, 1997) - Afrique du Sud
- Celonites guichardi (Richards, 1962) - Libye
- Celonites hamanni (Gusenleitner, 1973) - Turquie, Syrie, Jordanie
- Celonites hellenicus (Gusenleitner, 1997) - Grèce
- Celonites humeralis (Richards, 1962) - Afrique du Sud
- Celonites hystrix (Kostylev, 1940) - Tadjikistan
- Celonites jousseaumei (du Buysson, 1906)
  - Celonites jousseaumei jousseaumei (du Buysson, 1906) - Algerie, Soudan; Djibouti, Israël, Arabie Saoudite, Yemen, Oman, Emirats Arabes Unis, Qatar
  - Celonites jousseaumei senegalensis (Richards, 1962) - Senegal, Mali, Djibouti.
- Celonites kostylevi (Panfilov, 1961) - Kirghizistan
- Celonites kozlovi (Kostylev, 1935) - Mongolie
- Celonites laetus (Panfilov, 1968) - Azerbaïdjan
- Celonites latitarsis (Gess, 1992) - Afrique du Sud
- Celonites lobeliae (Gess, 1997) - Afrique du Sud
- Celonites longipilis (Gusenleitner, 1973) - Iran
- Celonites mayeti (Richards, 1962) - France, Espagne
- Celonites Michaelseni (von Schulthess, 1923) - Namibie
- Celonites modestus (Kostylev, 1935)
  - Celonites modestus modestus (Kostylev, 1935) - Tadjikistan
  - Celonites modestus biinterruptus (Kostylev, 1940) - Tadjikistan
- Celonites montanus (Mocsary, 1906) - Kyrgyzstan, Chine (Xinjiang)
- Celonites nursei (Dover, 1925) - Pakistan
- Celonites octoannulatus (Kuznetzov, 1923)
  - Celonites octoannulatus octoannulatus (Kuznetzov, 1923) - Ouzbéquistan
  - Celonites octoannulatus hissaricus (Kostylev, 1940) - Tadjikistan
- Celonites osseus (Morawitz, 1888) - Arménie, Turkménistan
- Celonites peliostomi (Gess, 1989) - Afrique du Sud
- Celonites persicus (Richards, 1962) - Iran
- Celonites phleomis (Gusenleitner, 1973) - Turquie
- Celonites pictus (Richards, 1962)
  - Celonites pictus pictus (Richards, 1962) - Sénégal, Maroc, Arabie Saoudite, Oman
  - Celonites pictus rufiventris (Gusenleitner, 1992) - Iran
- Celonites promontorii (Brauns, 1905) - Afrique du Sud, État libre
- Celonites Purcelli (Brauns, 1905) - Afrique du Sud
- Celonites rothschildi (du Buysson, 1906) - Kenya, Iran?
- Celonites rudesculptus (Kostylev, 1935) - Arménie
- Celonites rugiceps (Bischoff, 1928) - Croatie, Yougoslavie, Bulgarie, Grèce, Crète, Chypre, Turquie
- Celonites semenovi (Kostylev, 1935) - Iran
- Celonites spinosus (Gusenleitner, 1966) - Turquie, Arménie
- Celonites tauricus (Kostylev, 1935) - Ukraine[2]
- Celonites tristiculus (Kostylev, 1935)
  - Celonites tristiculus tristiculus (Kostylev, 1935) - Ouzbéquistan
  - Celonites tristiculus karatauicus (Kostylev, 1935) - Kazakstan
- Celonites tumidiscutellatus (Gess, 1997) - Afrique du Sud
- Celonites turneri (Richards, 1962) - Afrique du Sud
- Celonites varipennis (Richards, 1962) - Libye
- Celonites wahlenbergiae (Gess, 1989) - Afrique du Sud
- Celonites Wheeleri (Brauns, 1905) - Namibie, Afrique du Sud
- Celonites yemenensis Giordani Soika, 1957)
  - Celonites yemenensis yemenensis (Giordani Soika, 1957) - Arabie Saoudite, Yemen
  - Celonites yemenensis ethiopicus (Richards, 1962) - Éthiopie
- Celonites zavattarii (Giordani Soika, 1944) - Éthiopie